# 大布拉萨克
大布拉萨克（法語：Grand-Brassac，法語發音：[ɡʁɑ̃ bʁasak]）是法国多尔多涅省的一个市镇，属于佩里格区。

## 地理
大布拉萨克（45°17'39"N, 0°28'43"E）面积31.74 平方千米，位于法国新阿基坦大区多爾多涅省，该省份为法国西南部内陆省份，是法國本土面积第三大的省，大致对应佩里戈尔地区，北起顺时针与夏朗德省、上维埃纳省、科雷兹省、洛特省、洛特-加龙省、吉倫特省和滨海夏朗德省接壤。
与大布拉萨克接壤的市镇（或旧市镇、城区）包括：圣瑞斯特、蒙塔格里耶、布尔代耶、迈松堡、塞勒、沙普德伊、克雷萨克、利勒、波萨克和圣维维安、托卡讷-圣阿普尔、圣维克托。

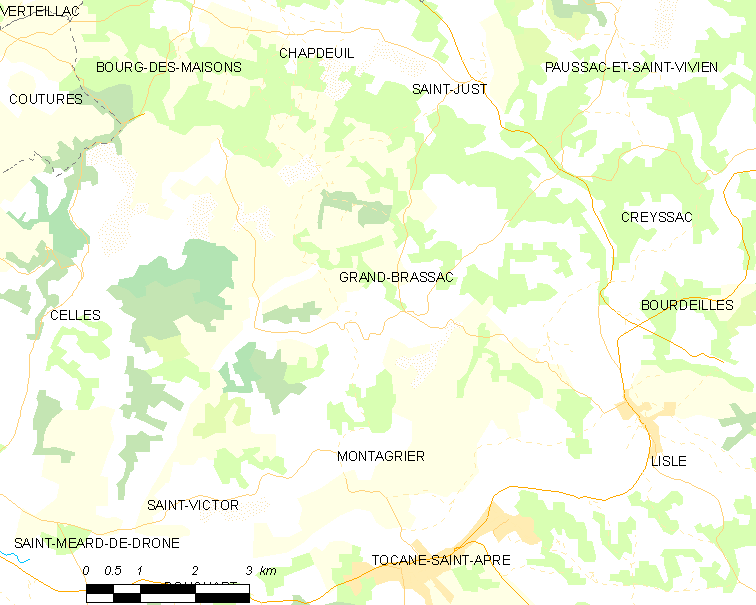
大布拉萨克的OSM定位图

大布拉萨克的时区为UTC+01:00、UTC+02:00（夏令时）。

## 行政
大布拉萨克的邮政编码为24350，INSEE市镇编码为24200。

## 政治
大布拉萨克所属的省级选区为佩里戈尔地区布朗托姆县。

## 人口

1962-2008年间大布拉萨克人口变化图示

大布拉萨克于2022年1月1日时的人口数量为538人。